# Chersotis zernyi
Chersotis zernyi är en fjärilsart som beskrevs av Corti 1931. Chersotis zernyi ingår i släktet Chersotis och familjen nattflyn. Inga underarter finns listade i Catalogue of Life.